# روميو وجولييت (فلم 2013)
روميو وجولييت (بالإنجليزية: Romeo and Juliet) هو فيلم بريطاني مبني عن التراجيديا الرومانسية بنفس الاسم لوليام شكسبير. الفيلم من إخراج كارلو كارلي وبطولة دوغلاس بوث وهيلي ستاينفيلد بدور روميو وجولييت. عرض الفيلم في 11 أكتوبر، 2013 في الولايات المتحدة والمملكة المتحدة.

## مقدمة
الفيلم مشابهة لنسخة عام 1968 عن التراجيديا.

## الممثلون
- هيلي ستاينفيلد بدور جولييت كابوليت
- دوغلاس بوث بدور روميو مونتيجو
- داميان لويس بدور اللورد كابوليت
- بول جياماتي بدور الراهب لورانس
- كودي سميت-ماكفي بدور بنفوليو مونتيجو
- إد ويستويك بدور تيبولت
- ليزلي مانفيل بدور الممرضة
- كريستيان كوك بدور مركيتيو
- ناتاشا ماكليهون بدور ليدي كابلوت

## الإنتاج
بدء تصوير الفيلم 3 فبراير، 2012 في إيطاليا. صور الفيلم في سوبياكو،لاتيسو ومانتوفا وشينشيتا وروما وفيرونا. أول صور من الفيلم نشرت في صحفية إيطالية (Gazzetta di Mantova) في 14 فبراير، 2012. ستاينفيلد أنهت تصوير مشاهدها من الفيلم في 7 مارس، 2012.

### أختيار الممثلين
في أبريل 2011، كانت هيلي ستاينفيلد في مفاوضات للدور الرئيسي كجولييت في الاقتباس الجديدة للتراجيديا الشهيرة. كان هناك قلق نظراً لصغر سنها بأن يطلب منها أن تظهر عارية في الفيلم. المخرج كارلو كارلي شرح «كان هناك مشهد ممارسة الحب يشمل التعري للمتزوجين روميو وجوليت. السيناريو كتب مع ممثلة في عمر ال21 في عين الأعتبار. حالما تم أخيتار هيلي ستاينفيلد، كل مشاهد التعري والحب تم أزالتها من السيناريو لجعله مناسباً لعمر ال14.» جوليان فيلوز، كاتب السيناريو قالَ، «شعرنا بأنه من الجميل أن يكون هناك حب رومانسي زوجي، وهذا النقاء كان جزء مهم من الفيلم. هما لا يمارسان الحب حتى يتزوجا.»
دور روميو كان قد وجد في يونيو 2011 عندما تم اخيتار دوغلاس بوث، الذي تفوق على 300 ممثل آخر تقدموا للدور. بول ويزلي عرض عليه دور الكونت باريس، لكن أعلن في فبراير 2012 بأن توم ويدزوم سليعب الدور.

## الإصدار
روميو وجولييت صدر في 11 أكتوبر 2013 في الولايات المتحدة بواسطة شركة Relativity Media.

## الأستقبال النقدي
تلقى الفيلم مراجعات سلبية من النقاد. حالياً حاصل على نسبة 22% مراجعات إيجابية بناءً على 74 مراجعة. كان الإجماع النقدي للموقع: «رومانسية شكسبير الكلاسيكية تحصل على اقتباس متباين وهش من ناحية العاطفة والطاقة.»

## روابط خارجية
- مقالات تستعمل روابط فنية بلا صلة مع ويكي بيانات